# Dominika Dereń
Dominika Dereń (ur. 18 października 1996 roku) – polska piłkarka, występująca na pozycji pomocniczki. Od sezonu 2016/2017 występuje w barwach AZS PWSZ Wałbrzych. W 2013 roku zdobyła z reprezentacją Polski mistrzostwo Europy do lat 17.
Piłkarka jest wychowanką LZS-u Kastor Jasienica Górna, obecnie występuje w zespole AZS PWSZ Wałbrzych. Na rozegranych w czerwcu 2013 roku Mistrzostwach Europy do lat 17 zdobyła wraz z reprezentacją Polski U-17 złote medale.